# Spacer
Singles de Sheila & B. Devotion
Singin' in the Rain
(1977) King of the World
(1980)
Pistes de King of the World
No No No No King of the World
Spacer est une chanson disco écrite et composée en 1979 par Bernard Edwards et Nile Rodgers, fondateurs du groupe Chic, spécialement pour la chanteuse Sheila.
Elle est sortie en 1979, en tant que premier single de l'album King of the World du groupe Sheila & B. Devotion, édité l'année suivante.

## Contexte
Lancée en pleine vague du disco, Spacer est une chanson qui a marqué la carrière de Sheila. C'est en écoutant ce titre que Deborah Harry et David Bowie se feront produire un album par Chic. Pour Deborah Harry ce sera l'album Koo Koo, et pour David Bowie ce sera Let's Dance. Ils produiront aussi tout de suite après l'album de Diana Ross (Diana) et de Madonna (Like a Virgin).

## Accueil critique
La chanson est classée à la huitième place des « Chansons de l'année » (Tracks of the Year) de 1979 par le magazine musical britannique New Musical Express.

## Accueil commercial
Ce titre est le plus grand succès international de Sheila, avec sa reprise disco de Singin' in the Rain. La chanson s'est vendue à plus de 400 000 exemplaires en France. Il a été classé dans de nombreux pays du monde comme l'Argentine, la Grèce, l'Allemagne, le Royaume-Uni, l'Irlande, l'Italie, le Danemark, la Belgique ou encore la France, où il a atteint la 5e place des ventes en janvier 1980.

## Fiche artistique
- Titre : Spacer
- Paroles : B Edwards / N Rodgers
- Musique : B Edwards / N Rodgers
- Interprète d’origine : Sheila
- Ingénieurs du son : B. Scheniman et L. Alexander
- Studio : Power Station à New York
- Producteur : Bernard Edwards / Nile Rodgers pour Chic Organisation Ltd.
- Année de production : 1979
- Éditeur :  Sony / ATV Songs LLC / Bernard's Other Music
- Parution : octobre 1979
- Durée : 03:38

## Classements et certifications
| Classement (1979-81)                    | Meilleure position |
| --------------------------------------- | ------------------ |
| Afrique du Sud (Springbok Radio)        | 19                 |
| Allemagne de l'Ouest (Media Control AG) | 9                  |
| Argentine (Prensario)                   | 7                  |
| Australie (Kent Music Report)           | 95                 |
| Belgique (Flandre Ultratop 50 Singles)  | 14                 |
| Belgique (Wallonie Ultratop 50 Singles) | 5                  |
| Danemark (IFPI)                         | 20                 |
| États-Unis (Hot Soul Singles)           | 28                 |
| États-Unis (Disco Action)               | 44                 |
| France (IFOP)                           | 5                  |
| Grèce (Pop & Rock)                      | 1                  |
| Irlande (IRMA)                          | 8                  |
| Israël (IBA)                            | 24                 |
| Italie (Musica e dischi)                | 6                  |
| Pays-Bas (Nederlandse Top 40)           | 19                 |
| Pays-Bas (Nationale Hitparade)          | 22                 |
| Royaume-Uni (UK Singles Chart)          | 18                 |
| Suisse (Schweizer Hitparade)            | 18                 |

| Classement (1979) | Position |
| ----------------- | -------- |
| France (SNEP)     | 28       |

| Classement (1980)                    | Position |
| ------------------------------------ | -------- |
| Allemagne de l'Ouest (Media Control) | 51       |
| Italie (Musica e dischi)             | 16       |

### Ventes
| Ventes certifiées | Ventes réelles | Certification France |
| ----------------- | -------------- | -------------------- |
| -                 | 400 000        | -                    |

## Reprises et adaptations
En 1992 de nouvelles versions de ce titre ont été réalisées par le remixeur Dimitri from Paris. Sheila a réenregistré Spacer en 1998 pour son album Le Meilleur de Sheila. Elle interprète ce titre dans tous ses spectacles.
Plusieurs artistes et de groupes ont repris ou samplé ce titre, notamment :
- Frank O'Moiraghi (sous le titre Show Me) ;
- Horny United (sous le titre Let's Stay Together) ;
- Ketty DB ;
- Modern Talking (sous le titre Don't Let Me Go) ;
- Plaything (Into Space) ;
- Precious Wilson ;
- Alcazar (sample dans Crying at the Discoteque (en)) ; qui a également été reprise par Sophie Ellis-Bextor
- Real Man ;
- Systematic ;
- Pauline Maserati ;
- Camille Lou.

Relax, Take It Easy de Mika aurait également été largement inspirée de Spacer. Hypothèse que le chanteur n'a pour l'instant pas confirmée[réf. nécessaire].

## Production

### France
Version 1979 :
- Édition sur album original King of the World en 1980 ainsi que sur plusieurs rééditions
- En 45T SP (avec en Face B Don't Go)
  -  France  - 45 tours / SP Stéréo  Carrère 49553 sorti en 1979
- En Maxi 45T SP (avec en Face B Don't Go)
  -  France  - Maxi 45 tours / SP Stéréo  Carrère 8073 sorti en 1979
  -  France  - Maxi 45 tours / SP Stéréo  (Picture) Warner sorti en 2018 (réédition du vinyle en picture avec la photo de la pochette sortie en Angleterre).

Version 1992 dite Spacer Remix Radio Edit :
- Édition sur compilation Sheila 1962-1992
- En 45T SP (avec en Face B Spacer Down To Earth Mix)
  -  France  - 45 tours / SP Stéréo  Carrère Music 4509-90985-7 sorti en 1992
- En Maxi 45T SP (avec Spacer Down To Earth Mix, Spacer Lost In Space Mix et Spacer Lost In Space Dub Mix)
  -  France  - Maxi 45 tours / SP Stéréo  Carrère Music 4509-90289-0 sorti en 1992
- En Cassette Single (avec en Face B Spacer Down To Earth Mix)
  -  France  - K7 Single / K7 Stéréo  Carrère Music 4509-90985-4 sorti en 1992
- En CD Single et Maxi
  -  France  -  CD Single  Carrère Music 4509-90609-9 sorti en 1992 avec Spacer Lost In Space Dub Mix - Maxi CD Single  Carrère Music 4509-90609-2 sorti en 1992 avec Spacer Down To Earth Mix

Version 1998 :
- Édition sur l'album Le meilleur de Sheila (Spacer en version réenregistrée et réarrangée)
- En Maxi 45T SP (avec Spacer (Hype radio edit),
  -  France  - Maxi 45 tours / SP Stéréo  Wagram Music sorti en 1998
- En Maxi 45T SP (avec Spacer (Hype radio edit), Spacer (Hype full lengh mix), Spacer (Disco 3000 Single),  Spacer (Disco 3000 Club mix) et Spacer (MG Club mix))

Version 2019 : dite par Funky French League.
- En Maxi 33T : deux remixes réalisés par la Funky French League, réalisés à l'occasion de la Gay Pride 2019 de Paris et sortis sur vinyle en septembre 2019.
  -  France  - Maxi 33 tours / SP Stéréo  Warner Music sorti en 2019

Version 2020 deux remixes en CD :
- Spacer (A Tom Moulton Mix) (2020) - 9:56
- Spacer (Monsieur Willy Rework) (2020) - 4:15

### Étranger
- Édition sur album original King of the World : Afrique du Sud, Allemagne, Argentine, Brésil, Canada, Corée du Sud, Espagne, États-Unis, Grèce, Israël, Italie, Japon, Liban, Malaisie, Mexique, Portugal, Suède, Taiwan, Thaïlande, Venezuela
- En 45T SP (avec en Face B Don't Go)
  -  Afrique du Sud  - 45 tours / SP Stéréo  Carrère Gallo PD 1821 sorti en 1980
  -  Allemagne  - 45 tours / SP Stéréo  Carrère CAR 2028 sorti en 1980
  -  Argentine  - 45 tours / SP Stéréo  Carrère 9280 sorti en 1980
  -  Brésil  - 45 tours / SP Stéréo  Carrère Top Tape SOJ 7046 sorti en 1980
  -  Canada  - 45 tours / SP Stéréo  Carrère CAR 7209 sorti en 1980
  -  Espagne  - 45 tours / SP Stéréo  Carrère CAR 0009 sorti en 1980
  -  États-Unis  - 45 tours / SP Stéréo  Carrère CAR 7029 sorti en 1980
  -  Italie  - 45 tours / SP Stéréo  Carrère IS 20251 sorti en 1980 - 45 tours Promo / SP Stéréo  Carrère JB 730 sorti en 1980 - 45 tours Promo / SP Stéréo  Carrère JB 729 sorti en 1980 avec en Face B D.I.S.C.O. par Ottawan
  -  Japon  - 45 tours / SP Stéréo  Carrère VIPX 1540 sorti en 1980 avec en Face B King of the World
  -  Mexique  - 45 tours / SP Stéréo  Carrère CAR 11531 sorti en 1980
  -  Nouvelle-Zélande  - 45 tours / SP Stéréo  Carrère EMI 1025 sorti en 1980
  -  Portugal  - 45 tours / SP Stéréo  Carrère 6061 232 sorti en 1980
  -  Royaume-Uni  - 45 tours / SP Stéréo  Carrère CAR 128 sorti en 1980
  -  Suède  - 45 tours / SP Stéréo  Carrère EMI 7C006-63445 sorti en 1980
- En Maxi 45T SP (avec en Face B Don't Go)
  -  Allemagne  - Maxi 45 tours / SP Stéréo  Carrère 2141 208 sorti en 1980
  -  Brésil  - Maxi 45 tours / SP Stéréo  Carrère Tip Tape SOG 7018 sorti en 1980
  -  Espagne  - Maxi 45 tours / SP Stéréo  Carrère CAR 12-0009 sorti en 1980
  -  États-Unis  - Maxi 45 tours / SP Stéréo  Carrère DM 4811 sorti en 1980
  -  Grèce  - Maxi 45 tours / SP Stéréo  Carrère 8073 sorti en 1980
  -  Italie  - Maxi 45 tours / SP Stéréo  Carrère DSP 619 sorti en 1980
  -  Japon  - Maxi 45 tours / SP Stéréo  RCA Victor LWG 1208 sorti en 1980 avec en Face A Burnin Hot par Jermaine Jackson
  -  Mexique  - Maxi 45 tours / SP Stéréo  Carrère MAXI-0009 sorti en 1980 - Maxi 45 tours / EP Stéréo  Carrère MX-503-0 sorti en 1980 avec Singin' in the Rain, Love Me Baby et You Light My Fire
  -  Royaume-Uni  - Maxi 45 tours / SP Stéréo  Carrère CAR 128T sorti en 1980

### Spaceren CD
- 1980 - King of the World
- 2006 - Juste comme ça - CD Warner
- 2008 - Toutes ces vies - Les chansons incontournables - CD Warner Rhino 5144278712